# Tibetansk korttålärka
Tibetansk korttålärka (Calandrella acutirostris) är en asiatisk fågel i familjen lärkor inom ordningen tättingar. Den häckar i högbelägen bergsöken från nordöstra Iran till västra Kina samt i Himalaya från Pakistan till norra Indien och östra Tibet. Vintertid flyttar den söderut till Indien. Arten är närbesläktad med och mycket lik korttålärkan. IUCN kategoriserar den som livskraftig.

## Utseende
Tibetansk korttålärka är en liten lärka med en kroppslängd på 14 centimeter. Den är mycket lik sin nära släkting korttålärkan med ljus ostreckad undersida, en mörk fläck på bröstsidan och ett vitt ögonbrynsstreck. Höglandslärkan är dock gråare och mindre streckad ovan med nästan rosafärgade övre stjärttäckare och ett gråbrunt bröstband. Huvudteckningen är mindre utpräglad, med svagare ögonbrynsstreck och enhetliga örontäckare.

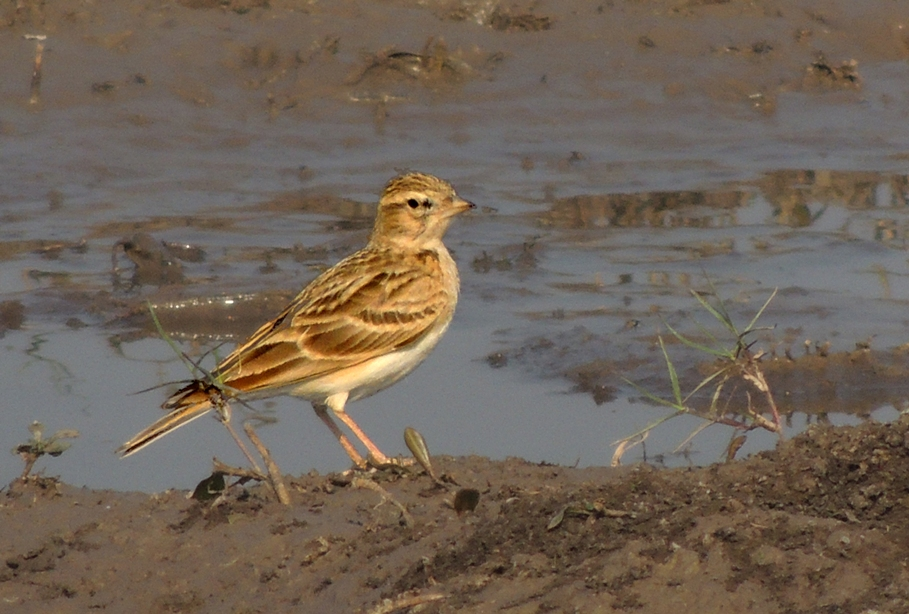
I Maharashtra, Indien.
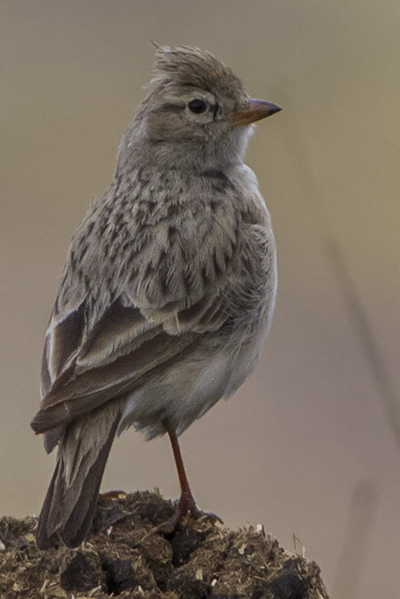
I Sikkim, Indien.
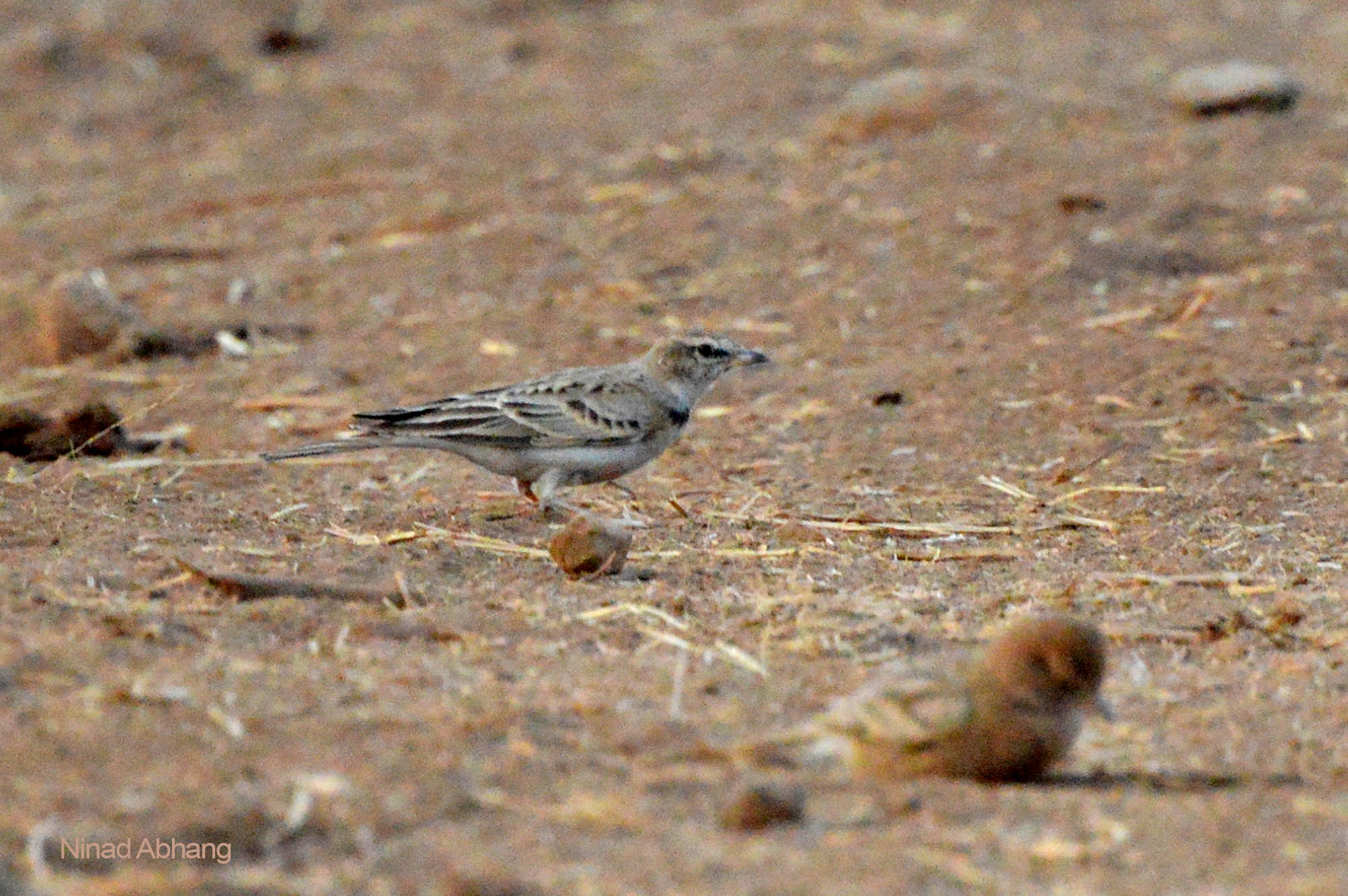
I Maharashtra, Indien.

## Läte
Sången beskrivs i engelsk litteratur som ett mjukt och varierande "tee-leu-ee-lew". I flykten hörs ett fylligt och rullande "tiurr".

## Utbredning och systematik
Tibetansk korttålärka delas in i två underarter med följande utbredning:
- Calandrella acutirostris acutirostris – förekommer från bergstrakter i nordöstra Iran till norra Afghanistan, Östturkestan och västra Kina
- Calandrella acutirostris tibetana – häckar i Himalaya från norra Pakistan till norra Indien och östra Tibet, övervintrar söderut till Indien.

Arten har även tillfälligt setts i Israel.

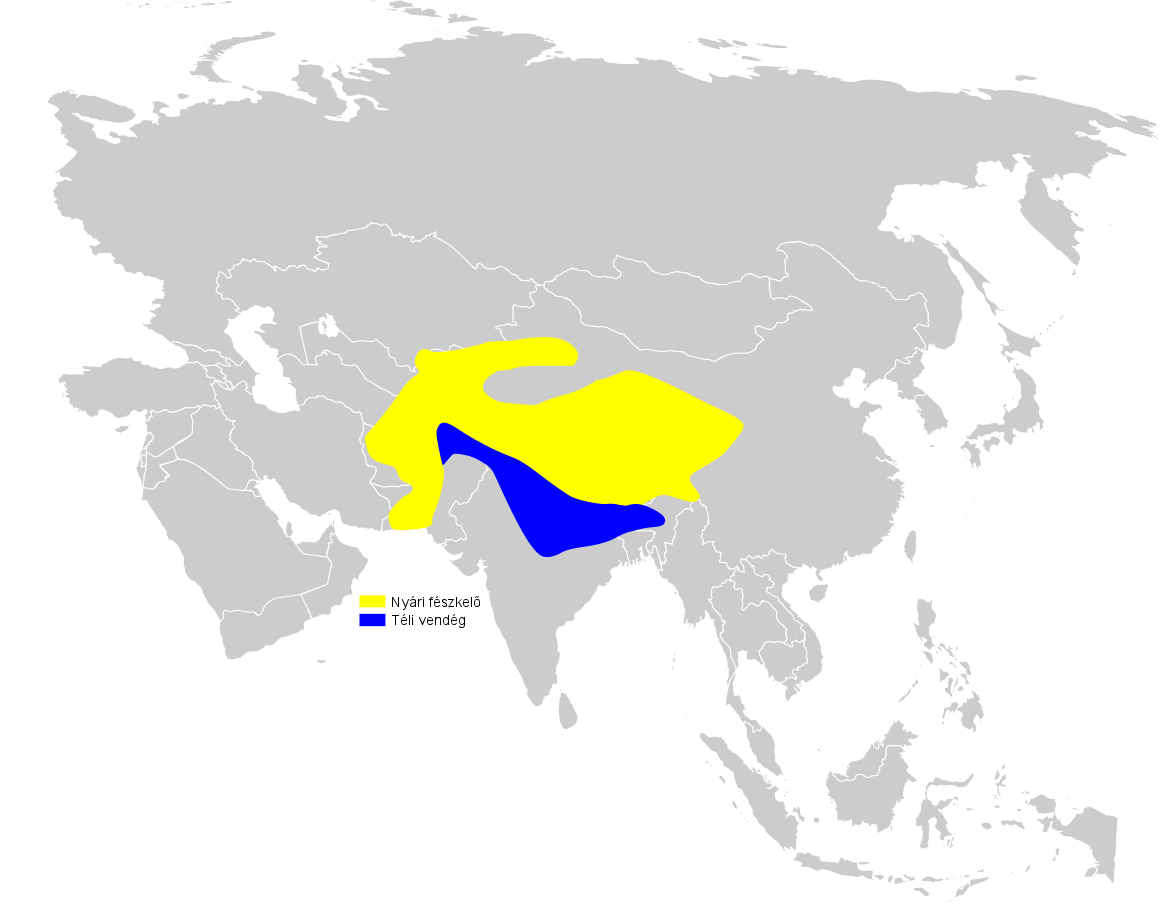
Tibetanska korttålärkans utbredningsområde, där gult är häckningsområdet under sommaren och blått är övervintringsområde.

### Släktskap
Genetiska studier visar att tibetansk korttålärka är nära släkt med korttålärkan (Calandrella brachydactyla), allra närmast dess östligaste populationer, varför dessa nu lyfts ut till en egen art, mongolisk korttålärka (C. dukhunensis).

## Levnadssätt
Arten häckar i högbelägen halvöken mellan 1 000 och 5 000 meters höjd och övervintrar i jordbruksmark som ligger i träda. Födan är dåligt känd men tros bestå av frön och ryggradslösa djur. Den födosöker på marken, i flockar utanför häckningstid. Även häckningsbiologin är lite studerad. Den lägger troligen två kullar och häckar mellan maj och augusti, huvudsakligen från juni på högre höjder.

## Status och hot
Arten har ett stort utbredningsområde och en stor population med okänd utveckling. Utifrån dessa kriterier kategoriserar IUCN arten som livskraftig (LC). Världspopulationen har inte uppskattats, men den beskrivs som inte ovanlig i Kina, frekvent förekommande till fåtalig i Pakistan, vanlig i Nepal och Ladakh, inte väldigt vanlig i Sikkim och sällsynt i Bhutan.

## Namn
Fågeln har på svenska även kallats Humes korttålärka och höglandslärka,